# Шулек, Фридьеш
Фри́дьеш Шу́лек (венг. Schulek Frigyes; нем. Friedrich Schulek; 19 ноября 1841, Будапешт — 5 сентября 1919, Балатонлелле) — венгерский архитектор.
Фридьеш Шулек родился в семье коммерсанта и политика Агостона Шулека. Младший брат Фридьеша — венгерский офтальмолог Вильмош Шулек. После учёбы в будапештском политехникуме Шулек перебрался в Вену, где в 1861—1867 годах учился в Венской академии художеств. Шулек, получивший в молодости опыт каменщика, участвовал в реставрации Регенсбургского собора. В 1867 году побывал на Всемирной выставке в Париже. Вернувшись в Вену, участвовал в работе над проектом церкви Святой Бригитты и церкви Марии Победительницы. Также проживал в Венгрии, а затем в Италии.
Шулек работал в архитектурном бюро своего сокурсника Имре Штейндля. После смерти Штейндля возглавил отдел средневековой архитектуры в Будапештском техническом университете.

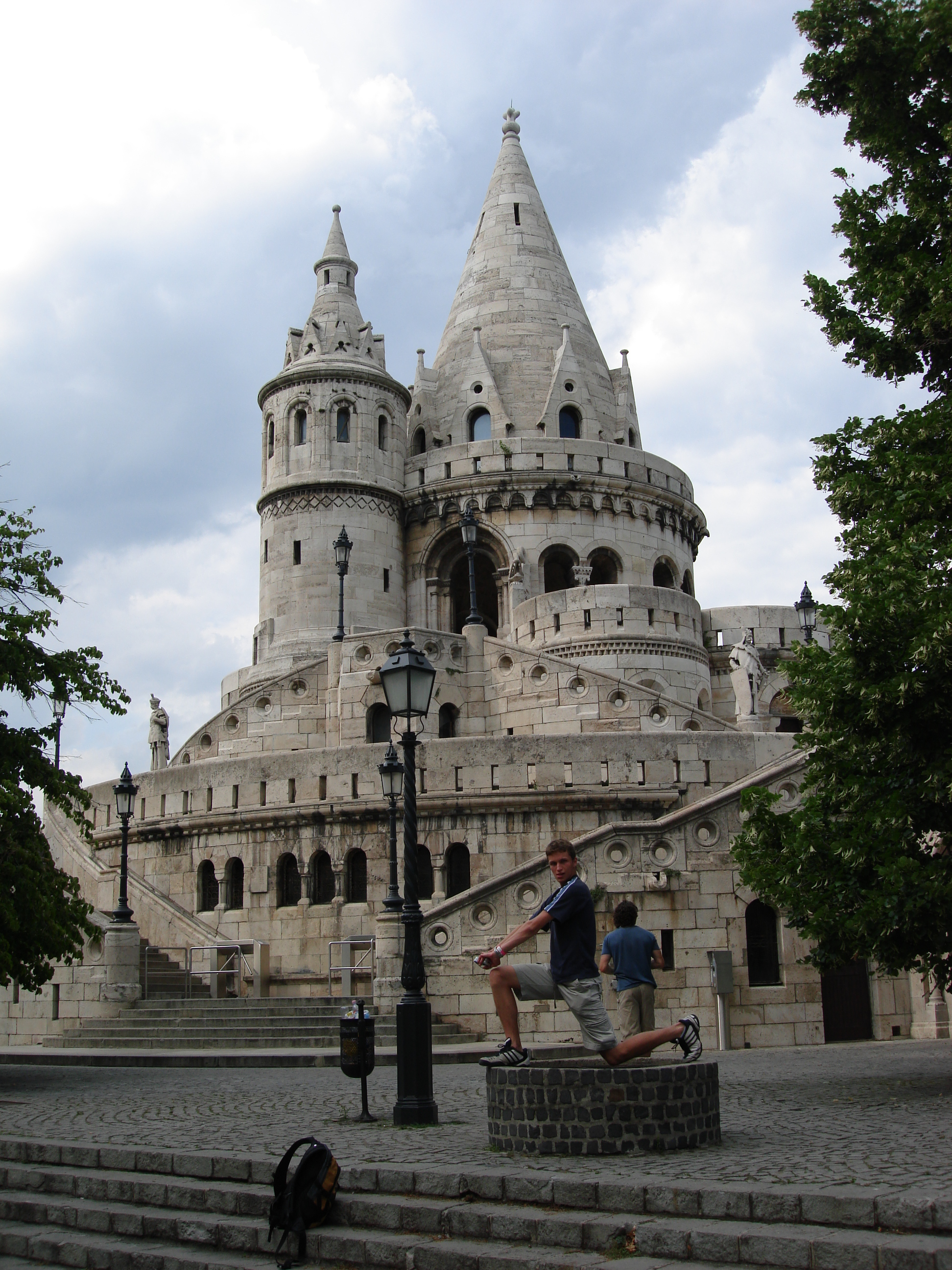
Рыбацкий бастион в Будапеште

Важным этапом в творчестве Шулека стала реконструкция церкви Святого Матьяша в Будапеште (совместно с С. Печем). Главным шедевром Шулека стал Рыбацкий бастион на Будайском холме. По проекту Фридьеша Шулека построен кафедральный собор Сегеда, один из шедевров венгерского историзма.